# Videoschnittsoftware
Videoschnittsoftware ist eine Videosoftware, mit der man Audio- und Videomaterial auf dem Computer in digitaler Form bearbeiten, verändern und schneiden kann (Videobearbeitung).

## Funktionsweise
Dafür muss das zu bearbeitende Rohmaterial auf Massenspeicher übertragen werden (einspielen). Während Fernsehsender vorwiegend von Digital Betacam, Betacam SP, Betacam SX, HDV oder DVC Pro einspielen, war im Privatbereich bis etwa 2008/2009 (noch) DV oder selten auch noch Hi8 im Einsatz. Diese Formate wichen dann sehr schnell den MPEG-2- und HD-Formaten auf vorwiegend Festplatten oder SD(HC)-Karten sowie BD oder DVD. Möglich wird die Bearbeitung auf dem Computer durch sogenannte Codecs-Algorithmen, die das analoge oder digitale Bildmaterial in computerlesbare Form umwandeln (Stichwort: MPEG-2, DV-AVI usw.).

## Begriffe
Smart Rendering
Bei der Videobearbeitung wird nicht der gesamte Film neu berechnet, sondern nur die Bereiche, die mit Überblendungen oder Filtern verändert wurden. Unveränderte Szenen werden in die Zieldatei verlustfrei kopiert. Das verkürzt die Rechenzeit für die Filmerstellung erheblich.
GPU-Unterstützung
Es gibt zwei Möglichkeiten, wie der Videoschnitt durch Unterstützung des Grafikprozessors (GPU) beschleunigt werden kann. Die Verfügbarkeit dieser hängt von Betriebssystem, Hardware und Treibern ab.
- Spezialisierte Dekodierungs- und Kodierungseinheiten in der GPU. Diese implementieren Standardprotokolle wie H.265, H.264, MPEG-2, VP9.
- Verwendung der GPU-Berechnungsressourcen zur Beschleunigung von Filtern und Effekten über eine Programmierschnittstelle wie OpenCL, CUDA oder C++ AMP.

Als Alternative beschleunigt ein Hauptprozessor mit vielen Threads alle Filter und Effekte.
Linearer oder nichtlinearer Videoschnitt
Fast jede Software beherrscht den nichtlinearen Videoschnitt (NLE), bei dem nach Einfügen einer Szene der nachfolgende Film automatisch verschoben wird.

## Übersicht
Die Liste von Videobearbeitungssoftware gibt in tabellarischer Form einen Überblick über aktuelle Videobearbeitungssoftware. Dabei sind die Funktionen der jeweils neuesten Version beschrieben. In den dort verlinkten Hauptartikeln zur Software finden sich jeweils detaillierte Informationen.